# كأس أوروبا لكرة السلة 2002–03
كأس أوروبا لكرة السلة 2002–03 هو موسم من كأس أوروبا لكرة السلة. أقيم خلال الفترة 15 أكتوبر 2002 وحتى 24 أبريل 2003، وكان عدد الأندية المشاركة فيه  24، وفاز فيه فالنسيا باسكت.